# Chengdu
Chengdu, nach Lessing-Othmer Tschengdu (chinesisch 成都, Pinyin Chéngdūⓘ, W.-G. Ch’eng-tu, Jyutping Sing4dou1), ist die Hauptstadt der chinesischen Provinz Sichuan und eine der 15 provinzunmittelbaren Städte des Landes. Der chinesische Kurzname ist Róng (蓉). Die Stadt hat 20.937.757 Einwohner (Stand: Zensus 2020), davon waren 2010 etwa fünf Millionen in den neun Stadtbezirken und neun Millionen im Umland. Chengdu hat sich neben Chongqing zum Wirtschaftszentrum Westchinas entwickelt. 2006 kam die Stadt laut China Daily auf den vierten Platz der lebenswertesten Städte Chinas.

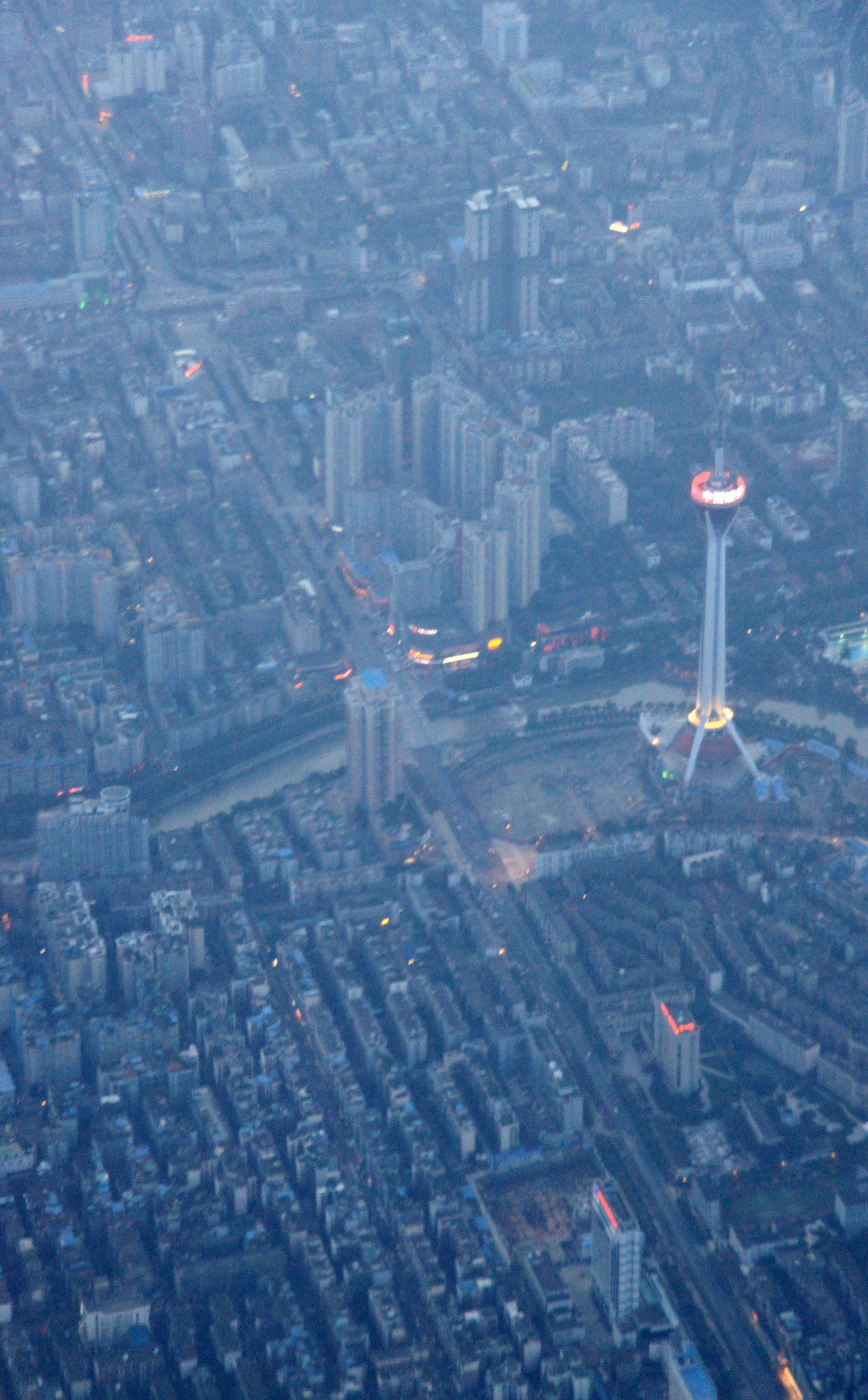
Ansicht auf Chengdu, 2009

## Geographie
Chengdu liegt im Osten der Provinz Sichuan, in der Ebene des Sichuan-Beckens und wird vom Fu He (府河), einer Ableitung des Mín Jiāng (岷江) durchflossen.
Die Unterprovinzstadt Chengdu hat durch das mehrfache Zusammenlegen kleinerer Verwaltungseinheiten ihre heutige Größe erreicht. Die Ost-West-Ausdehnung der Stadtregion beträgt 192 km, die Nord-Süd-Ausdehnung 166 km. Die engere Stadt (Stadtbezirke ohne Landkreise) hat eine Einwohnerzahl von 4,52 Millionen.

### Klima
Das Klima ist subtropisch mild, mit einer Jahresdurchschnittstemperatur von 17,0 °C (15 °C im Westen, bis 18 °C im Osten). Die durchschnittliche Regenmenge liegt bei 900–1300 mm/J. Die Winter sind mild und die Sommer lang und heiß. Der Normalfall ist bedecktes und schwüles Wetter.
|                       | Jan | Feb  | Mär  | Apr  | Mai  | Jun  | Jul  | Aug  | Sep  | Okt  | Nov  | Dez  |   |      |
| Mittl. Tagesmax. (°C) | 9,5 | 11,1 | 16,2 | 21,6 | 26,0 | 27,8 | 29,6 | 29,7 | 25,1 | 20,6 | 15,6 | 10,8 | ⌀ | 20,3 |
| Mittl. Tagesmin. (°C) | 2,4 | 4,2  | 8,1  | 12,7 | 17,2 | 20,2 | 22,0 | 21,6 | 18,4 | 14,5 | 9,2  | 4,2  | ⌀ | 12,9 |
|                       |     |      |      |      |      |      |      |      |      |      |      |      |   |      |
| Niederschlag (mm)     | 7   | 10   | 21   | 47   | 87   | 103  | 231  | 223  | 132  | 39   | 17   | 5    | Σ | 922  |
|                       |     |      |      |      |      |      |      |      |      |      |      |      |   |      |
| Sonnenstunden (h/d)   | 2,2 | 2,1  | 3,1  | 3,8  | 4,2  | 4,3  | 4,8  | 5,3  | 2,7  | 2,1  | 2,0  | 1,9  | ⌀ | 3,2  |
|                       |     |      |      |      |      |      |      |      |      |      |      |      |   |      |
| Regentage (d)         | 3   | 4    | 6    | 8    | 10   | 10   | 13   | 12   | 12   | 8    | 4    | 1    | Σ | 91   |
|                       |     |      |      |      |      |      |      |      |      |      |      |      |   |      |
| Luftfeuchtigkeit (%)  | 80  | 80   | 78   | 78   | 77   | 81   | 85   | 85   | 85   | 86   | 84   | 83   | ⌀ | 81,8 |

| 2,4 |

| 4,2 |

| 8,1 |

| 12,7 |

| 17,2 |

| 20,2 |

| 22,0 |

| 21,6 |

| 18,4 |

| 14,5 |

| 9,2 |

| 4,2 |

| 2,4 |

| 4,2 |

| 8,1 |

| 12,7 |

| 17,2 |

| 20,2 |

| 22,0 |

| 21,6 |

| 18,4 |

| 14,5 |

| 9,2 |

| 4,2 |

## Geschichte
Chengdu war über 2000 Jahre lang eines der kulturellen Zentren in West- und Südwestchina. Als wichtigste Stadt des durch Gebirgsketten wie dem Qinlingshan im Norden vom Rest Chinas abgetrennten roten Beckens war Chengdu im Laufe der Geschichte immer wieder Hauptstadt eigenständiger sichuanesischer Reiche.
Im frühen 4. Jahrhundert v. Chr. verlegte der Herrscher von Shu (蜀) seine Residenz an den jetzigen Ort der Stadt. In Anlehnung an die Geschichte der Hauptstadtverlegung eines Königs von Zhou nannte er sie Chengdu (deutsch: werde Hauptstadt).
316 v. Chr. wurde das Reich Shu durch die Dynastie der Qin erobert und Chengdu damit Teil des chinesischen Reichs. Die Zähmung des Min Jiang durch die Errichtung des Dujiangyan-Bewässerungssystems bis 251 v. Chr. wurde zur Grundlage der reichen landwirtschaftlichen Erträge der Gegend von Chengdu.
Während der Zeit der frühen Han wurde Chengdu mit einer Straße, die über den Zhongnan Shan und das Baoxie-Tal führte, mit der Hauptstadt Chang’an verbunden und ab 130 v. Chr. Richtung Südost mit Guangdong. Die Gegend von Chengdu war zu dieser Zeit bekannt für Gewerbe wie Eisengießerei, den Abbau von Salzbrunnen, Lackarbeiten und vor allem die Herstellung von Brokatstoffen. Letzteres hatte solche Bedeutung, dass Chengdu auch den Beinamen „Jinguancheng“ (锦官城 – „Brokat-Beamtenstadt“) erhielt. Zur Zeit der späteren Han hatte Chengdu 76.000 Einwohner, was es zu einer der sechs chinesischen Metropolen (die anderen waren Chang’an, Luoyang, Handan, Lintao und Wan) dieser Zeit machte. Zu jener Zeit lebten mit den Dichtern Sima Xiangru († 117 v. Chr.) und Yang Xiong († 18 n. Chr.) bekannte Verfasser von höfischer Literatur in Chengdu.
Chengdu war während der Zeit der Drei Reiche Hauptstadt des Reiches Shu Han (蜀汉; 221–263), das von Liu Bei (161–223) gegründet wurde.
Während der Tang-Dynastie verbrachten die berühmten Dichter Li Bai (李白) und Du Fu (杜甫) einen Teil ihres Lebens in Chengdu. Du Fu war während seines Aufenthalts von 760 bis 765 in großen finanziellen Schwierigkeiten und lebte in einer einfachen Strohhütte. Während der das Ende der Tang einläutenden An-Lushan-Revolte 755 war auch der Kaiser Tang Xuanzong nach Chengdu geflohen.
Im 9. Jahrhundert fiel das Reich Nanzhao (南诏) regelmäßig in Sichuan ein und besetzte um 868 eine Zeitlang Chengdu.
Während der auf den Zerfall des Reichs der Tang folgenden Fünf Dynastien war Chengdu bis zur Rückeroberung 965 Hauptstadt des separatistischen Späteren Shu-Reichs (后蜀,  Hòu Shǔ). Zu dieser Zeit wurden unter deren König Mengchang auf den Stadtmauern Hibiskus in so großer Zahl angepflanzt, dass die Stadt einen weiteren Namen erhielt: „Róngchéng“ (蓉城), die „Hibiskusstadt“. 993 bis 995 gab es Aufstände der Brokathandwerker gegen die neuerrichtete Herrschaft der Song-Dynastie, die von Wang Xiaobo und Li Shun angeführt wurden.
Im Tee- und Salzhandel wurden ab dem 9. Jahrhundert zunehmend Wechsel als Zahlungsmittel verwendet. Das erste staatliche Papiergeld taucht im Jahr 1024 in Chengdu auf. Ohnehin ist Chengdu eines der frühen Zentren der Druckkunst. Neben frühen Ausgaben der „Vier Bücher“ und der „Fünf Klassiker“ wurde zwischen 972 und 983 der buddhistische Kanon mit einem Gesamtumfang von 1076 Werken gedruckt.
Zur Zeit der Song- und Yuan-Dynastie war Chengdu ein florierendes Zentrum der Seiden- und Brokatweberei, Papierherstellung und Buchdruckerei, sowie Verwaltungszentrum.
Im zerfallenden Reich der Ming-Dynastie eroberte der Rebellenanführer Zhang Xianzhong Chengdu. Im September 1644 verkündete er die Gründung des Großen Westreichs (Daxi), das bis 1646 als brutale Terrorherrschaft bestand. Ende 1646 ließ er Chengdu zerstören und stellte sich am 2. Januar 1647 mit seinem Heer mandschurischen Truppen, die die Schlacht gewannen und ihn töteten.
1949 war Chengdu die letzte Stadt auf dem Festland, die die Nationalrevolutionäre Armee der Kuomintang im Bürgerkrieg bis zu ihrer Flucht nach Taiwan verteidigte. Am 10. Dezember 1949 eroberten kommunistische Einheiten die Stadt.
Nach der Niederschlagung der Studentenproteste im Tian’anmen-Massaker in Peking, kam es am 4. Juni 1989 auch in Chengdu zu einem Massaker an Protestierenden mit mehreren hundert Toten.
Eine geplante Modellstadt außerhalb von Chengdu namens „Great City“ soll es den etwa 80.000 vorgesehenen Bewohnern ermöglichen, komplett auf die Nutzung eines eigenen Kraftfahrzeugs zu verzichten.

## Bevölkerung
Die Bevölkerung besteht überwiegend aus Han. In relativ geringem abnehmendem Umfang finden sich Uiguren, Tibeter und Angehörige der südwestlichen Minderheiten wie der Yi (彝族). Es wird der sichuanesische Dialekt (四川话; Pinyin: sìchuānhuà) des Chinesischen gesprochen.
In der eigentlichen urbanen Agglomeration der Stadt lebten 2020 13.568.357 Einwohner. Die restliche Bevölkerung lebt im ländlichen Umland. Aufgrund der voranschreitenden Urbanisierung wird bis 2035 mit einem weiteren Anstieg in der Agglomeration gerechnet.
Bevölkerungsentwicklung der Agglomeration laut UN
| Jahr | Einwohnerzahl |
| ---- | ------------- |
| 1950 | 646.000       |
| 1960 | 1.580.000     |
| 1970 | 1.750.000     |
| 1980 | 2.150.000     |
| 1990 | 2.955.000     |
| 2000 | 4.607.000     |
| 2010 | 7.573.000     |
| 2017 | 8.660.000     |

## Administrative Gliederung
Die Stadt Chengdu setzt sich aus zwölf Stadtbezirken, drei Kreisen und fünf kreisfreien Städten zusammen (Stand: Zensus 2020):
| Stadtbezirke: - Qingyang (青羊区), 67 km², 955.954 Einwohner; - Jinjiang (锦江区), 59 km², 902.933 Einwohner; - Jinniu (金牛区), 107 km², 1.265.398 Einwohner; - Wuhou (武侯区), 121 km², 1.855.186 Einwohner; - Chenghua (成华区), 108 km², 1.381.894 Einwohner; - Longquanyi (龙泉驿区), 559 km², 1.346.210 Einwohner; - Qingbaijiang (青白江区), 371 km², 490.091 Einwohner; - Xindu (新都区), 499 km², 1.558.466 Einwohner; - Wenjiang (温江区), 264 km², 967.868 Einwohner; - Shuangliu (双流区), 1.064 km², 2.659.829 Einwohner; - Pidu (郫都区), 435 km², 1.672.025 Einwohner; - Xinjin (新津县), 331 km², 363.591 Einwohner; | Kreise: - Jintang (金堂县), 1.158 km², 800.371 Einwohner; - Dayi (大邑县), 1.280 km², 515.962 Einwohner; - Pujiang (蒲江县), 582 km², 255.563 Einwohner; Städte: - Chongzhou (崇州市), 1.091 km², 735.723 Einwohner; - Qionglai (邛崃市), 1.377 km², 602.973 Einwohner; - Dujiangyan (都江堰市), 1.204 km², 710.056 Einwohner; - Pengzhou (彭州市), 1.379 km², 780.399 Einwohner. - Jianyang (简阳市), 2.216 km², 1.117.265 Einwohner. |

Die Innenstadt von Chengdu besteht dabei aus den Bezirken Jinjiang im Südosten, Qingyang im Westen, Chenghua im Nordosten, Jinniu im Nordwesten und Wuhou im Südwesten.

## Kultur und Sehenswürdigkeiten

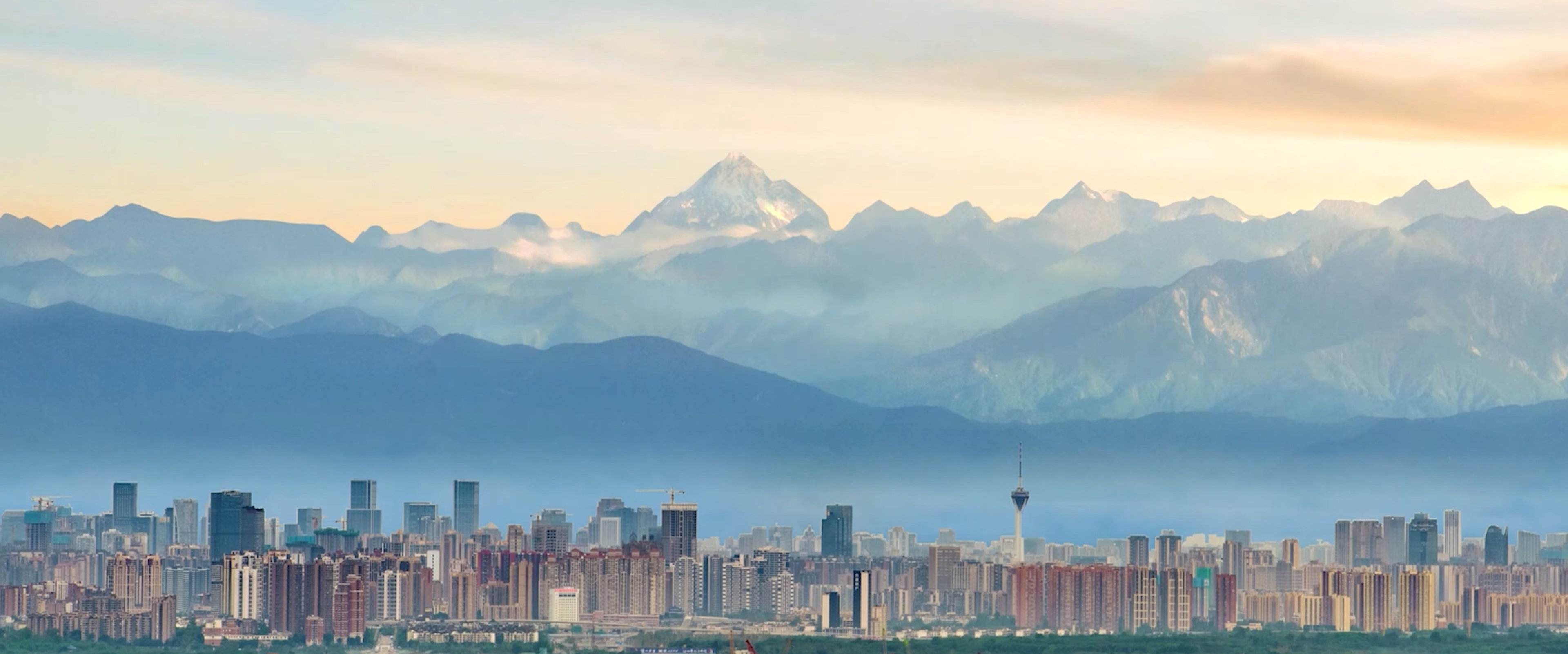
Stadtpanorama mit Bergen im Hintergrund

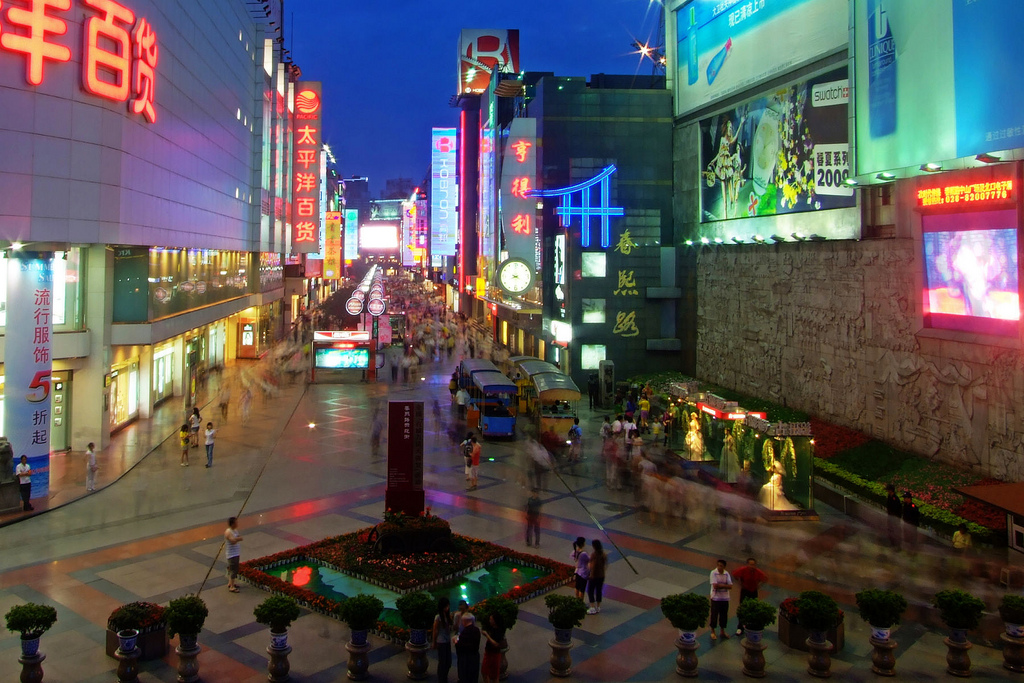
Chunxi-Straße – 春熙路 – bei Nacht

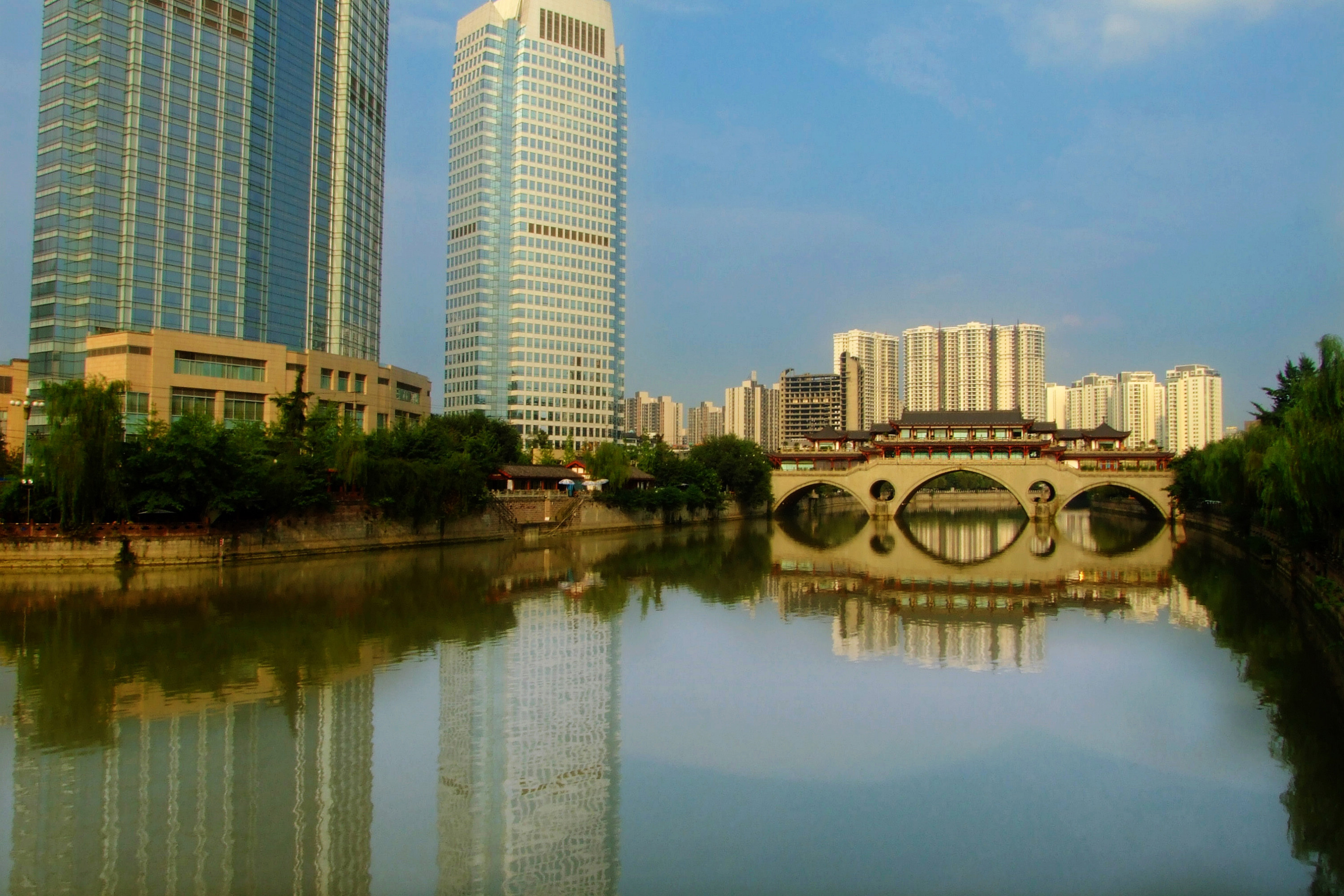
Anshun-Brücke – 安顺桥

Chengdu sieht sich als die „Panda-Hauptstadt“ der Welt. In Chengdu gibt es im Norden der Stadt die Chengdu Research Base of Giant Panda Breeding, eine Zuchtstation für den Großen Panda. Der Pandabär ist eines der nationalen Symbole Chinas.

### Musik
Chengdu bietet regelmäßige Aufführungen der Sichuan-Oper (川剧,  chuānjù), einem eng mit der Peking-Oper verwandten Theater, das Volksgeschichten im lokalen Dialekt bietet. Die Besonderheit der Sichuan-Oper sind Masken, die einfarbig gewisse Gefühlszustände ausdrücken, und die die Schauspieler im Bruchteil einer Sekunde wechseln können.

### Historische und historisierte Straßenzüge/-viertel
Im Zuge der modernen Bauentwicklung sind die alten Viertel Chengdus, von denen es bis zum Anfang der 1990er Jahre noch ausgedehnte Gebiete gab, überwiegend dem Bagger zum Opfer gefallen. Einige wenige, doch recht bedeutende sind als Straßenzüge mit Seitengassen restauriert, teilweise auch „historisiert“ wiederaufgebaut worden. Sie dienen als Ausflugsziele für Stadtbevölkerung wie auch Touristen und haben daher einen ausgesprochen geschäftsmäßigen Charakter – mit zahlreichen Geschäften, Boutiquen, Antiquitätenläden, Bars und Cafés – und quellen – wie überall in Chengdu – von Restaurants und Snack-Bars über. Sie bieten dennoch einen schönen Einblick in die alte Straßenkultur der bedeutendsten Stadt Südwestchinas mit zuweilen auch ruhigen, idyllischen Blickwinkeln. Am bekanntesten sind:
- Jinli – 锦里, beim Wuhou-Tempel
- Kuānzhǎi Xiàngzi – 宽窄巷子, ca. 1–1,5 km nordöstlich des Qingyang Gong
- Qintai Lu – 琴台路, auf der Ostseite des Qingyang Gong

### Bauwerke
- Wenshu-Kloster – 文殊院,  Wénshū Yuán: Buddhistisches Kloster mit mehreren Tempelgebäuden, über 400 Statuen, Stickereien, das seine Geschichte bis in die Tangzeit zurückführt. Darin gibt es ein vegetarisches Restaurant, das normale chinesische Gerichte mit üblichem Geschmack aber mit Kartoffeln oder Tofu als Fleischersatz anbietet, und ein Teehaus, das bei der Stadtbevölkerung sehr beliebt ist.
- Qingyang Gong – 青羊宫: Der „Palast der Grünen Ziege(n)“ ist eine berühmte daoistische Tempelanlage in der Stadt.
- Daci Si – 大慈寺: Ein kleiner buddhistischer Tempel mit Kloster, der sich neben der modernen Fußgängerzone befindet. Er gilt als der älteste buddhistische Tempel der Stadt.
- Im Stadtzentrum befindet sich eine Moschee, die 1742 errichtet wurde.
- Im westlichen Randgebiet von Chengdu befindet sich das 1943 ausgegrabene Grab von Wang Jian – 王建墓,  Wáng Jiàn Mù oder 前蜀王建墓,  Qián Shǔ Wáng Jiàn Mù – dem Herrscher des Früheren Shu-Reichs.
- Knapp 60 km nordwestlich von Chengdu befindet sich die Bewässerungsanlage von Dujiangyan, die seit über 2300 Jahren den Min bändigt und die Fruchtbarkeit Sichuans sichert. Seit 2000 ist Dujiangyan in die UNESCO-Liste des Weltkulturerbes aufgenommen.
- Im Südwesten des Verwaltungsgebiets der kreisfreien Stadt Dujiangyan befindet sich der Qingcheng Shan – 青城山. Der für Daoisten heilige Berg hat einen vorderen und hinteren Gipfel und bietet neben mehreren Tempeln auch viele Treppen, einen Vergnügungspark und ein daoistisches Kloster am Fuß des Berges.
- Der West Pearl Tower in Chengdu ist der vierthöchste Fernsehturm des Landes.
- Das New Century Global Center, nach chinesischen Angaben das größte Gebäude der Welt, das sich im Süden der Stadt an der gleichnamigen U-Bahn-Station befindet. Es beherbergt Supermärkte, viele moderne Shops, Kinos, eine Eislaufstation, Restaurants und eine Freizeitanlage sowie ein Hotel.

### Parks
- Strohhütte des Du Fu – 杜甫草堂,  Dù Fǔ Căotáng;
 An der Stelle dieses prächtigen, Du Fu gewidmeten Parks stand früher seine Strohhütte. Die jetzige Anlage wurde 1078 zu seinem Gedenken angelegt. Die Gebäude stammen aus der Ming- und Qingzeit.
- Tempel des Fürsten von Wu – 武侯祠,  Wŭhòu Cí;
 Die Anlage ist dem Gedenken an Zhuge Liang (181–234) gewidmet. Der brillante Stratege und Gefolgsmann von Liu Bei ist durch den Roman Die Geschichte der Drei Reiche mit seinen militärischen Schachzügen unsterblich geworden. Der erste Tempel wurde 302 errichtet, die heutige Anlage stammt aus dem 17. Jahrhundert. Zu diesem Zeitpunkt wurde auch der benachbarte Gedenktempel für Liu Bei in die Anlage integriert.
- Flussblickpark – 望江楼,  Wàngjiăng Lóu;
 Ruhiger, vor allem mit Bambus bepflanzter, Park am Fu He mit einem vierstöckigen Turm. Er ist der Tang-Dichterin Xue Tao – 薛涛,  Xuē Tāo; 768–831 – gewidmet. Dieser Park befindet sich in der Nähe des Osttors des Universitätsgeländes.
- Kulturpark – 文化公园,  Wénhuà Gōngyuán;
 Am Wochenende dient dieser Park auch als Antiquitätenmarkt.

### Weiter entfernte Sehenswürdigkeiten
- 130 km südlich von Chengdu befindet sich der Leshan-Buddha, der im 8. Jahrhundert über dem Min aus dem Fels herausgeschlagen wurde. Er ist mit 71 m Höhe die größte Buddhaskulptur der Welt.
- 160 km südlich von Chengdu liegt der Emei Shan. Der 3099 m hohe Berg ist einer der vier heiligen buddhistischen Berge Chinas und ein beliebtes Pilgerziel.

### Sport
Im 42.000 Zuschauer fassenden Chengdu-Sports-Center-Stadion spielt der Fußballverein Chengdu Wuniu (seit 2006 auch Chengdu Blades genannt). Das Stadion war auch Austragungsort von 6 Vorrundenspielen während der Fußball-Weltmeisterschaft der Frauen 2007.
Chengdu Wuniu war 2001 in den Bestechungsskandal der zweiten Liga verwickelt (sie gewannen am letzten Spieltag gegen Sichuan Mianyang 11:2) und ihnen wurde der Aufstieg verweigert.
Die XII. World Games finden 2025 in Chengdu statt.

### Kulinarische Spezialitäten

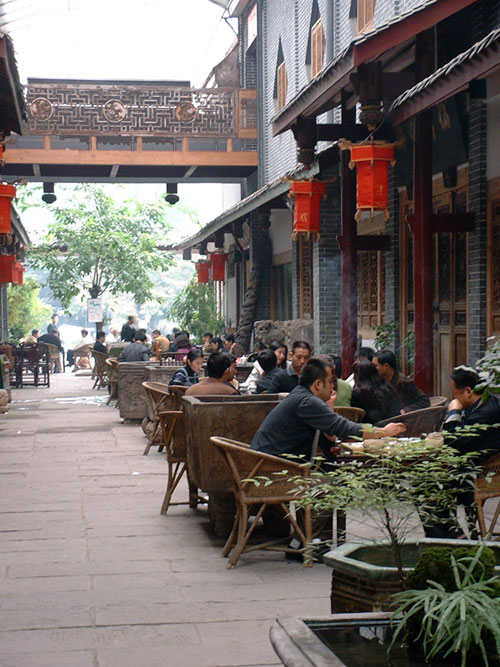
Teehaus in Chengdu

In Chengdu im Westen Chinas ist der Sichuan-Stil (川菜,  Chuāncài) der chinesischen Küche, der vor allem durch würzige Schärfe auffällt, die auf dem Würzen mit scharfer Bohnenpaste, Chili und Szechuanpfeffer beruht. Letzterer hat einen besonderen Geschmack, der als betäubend (麻,  má) bezeichnet wird. Wegen der Lage im Landesinneren spielen Meeresfrüchte kaum eine Rolle, Süßwasserfische dagegen durchaus. Beliebt sind, wie in ganz China, Schweine-, Hühner- und Rindfleisch; in geringerem Umfang auch Schaf- und Entenfleisch. Neben anderem Gemüse ist Zhacai (榨菜), eine saure eingelegte Knolle, eine Spezialität aus der Provinz. Gerne werden auch Pilze wie Dōnggū (冬菇; jap. Shiitake) oder Judasohren (木耳,  mù'ěr) verwendet Bekannte Gerichte sind Gōngbǎo Jīdīng (宫保鸡丁 – „Hühnerwürfel mit Erdnüssen und Chilischoten“), Mapo Tofu (麻婆豆腐 – „Tofu mit Hackfleisch“), Làzi Jīdīng (辣子鸡丁 – „Hühnerwürfel mit roter Chili“), Würziges Rindfleisch (水煮牛肉,  shuǐ zhǔ niúròu), Huíguōròu (回锅肉 – „Zweifachgekochtes Schweinefleisch – zuerst gekocht, dann gebraten“) oder Yú Xiāng Qiézi (鱼香茄子 – „Auberginen mit Fischduftgewürz“).
Eine Besonderheit ist sicher der Feuertopf, der eigentlich aus Chongqing kommt und eine Art Fondue ist, bei dem Fleisch und Gemüse in einer scharf gewürzten Brühe gegart werden. Eine lokale Variante ist Chuànchuàn (串串), bei der die Zutaten auf Holzspießen (chuàn bedeutet Spieß) in einem Kühlraum zur Selbstbedienung ausliegen und am Ende nach Anzahl gegessener Spieße bezahlt wird. Dazu wird gerne klarer Schnaps getrunken, von denen Maotai sicher der bekannteste ist.
Kleine Garküchen bieten dazu billige Snacks wie Jiaozi (eine Art Teigtaschen), Nudel- und Reisgerichte. Die bekannte „Nudelsuppe mit Rindfleisch“ (牛肉面,  niúròu miàn) stammt aus Sichuan, Dàndàn Miàn (担担面 – „Nudeln mit scharfer Sauce nach Sichuaner Art“) und gefüllte Fladen (guokui) sind ebenfalls lokale Spezialitäten.
Im Rahmen des Creative Cities Network wurde Chengdu von der UNESCO zu einer UNESCO City of Gastronomy ernannt.
Restaurants gibt es in allen Preisklassen; die preiswerteren sind im Allgemeinen durchaus gut und auch sehr lebhaft, fallen aber häufig durch die großzügige Verwendung von Öl auf. In den meisten Restaurants wird eine von zwei Biermarken angeboten: Wuxing oder Lanjian.
Auch andere Kochstile sind vertreten, die sich zum Beispiel auf Peking-Ente spezialisieren, uighurische Küche oder auch europäisches Essen bieten und natürlich auch Fastfood.
Bekannt ist Chengdu auch für die Vielzahl seiner Teehäuser, die zahlreicher sein sollen als die Gasthäuser in Peking. Dort wird die ganze Bandbreite an grünem Tee, Jasmintee (茉莉花茶,  mòlìhuā chá) und „Acht-Kostbarkeiten“-Tee (八寶茶 / 八宝茶,  bābǎo chá) angeboten. In den Teehäusern geht es entspannt bis lebhaft zu. Neben der Gelegenheit zum Schwatz bieten die Teehäuser auch Gelegenheit zu Kartenspiel, Mah-Jongg und Go.

### Bildergalerie

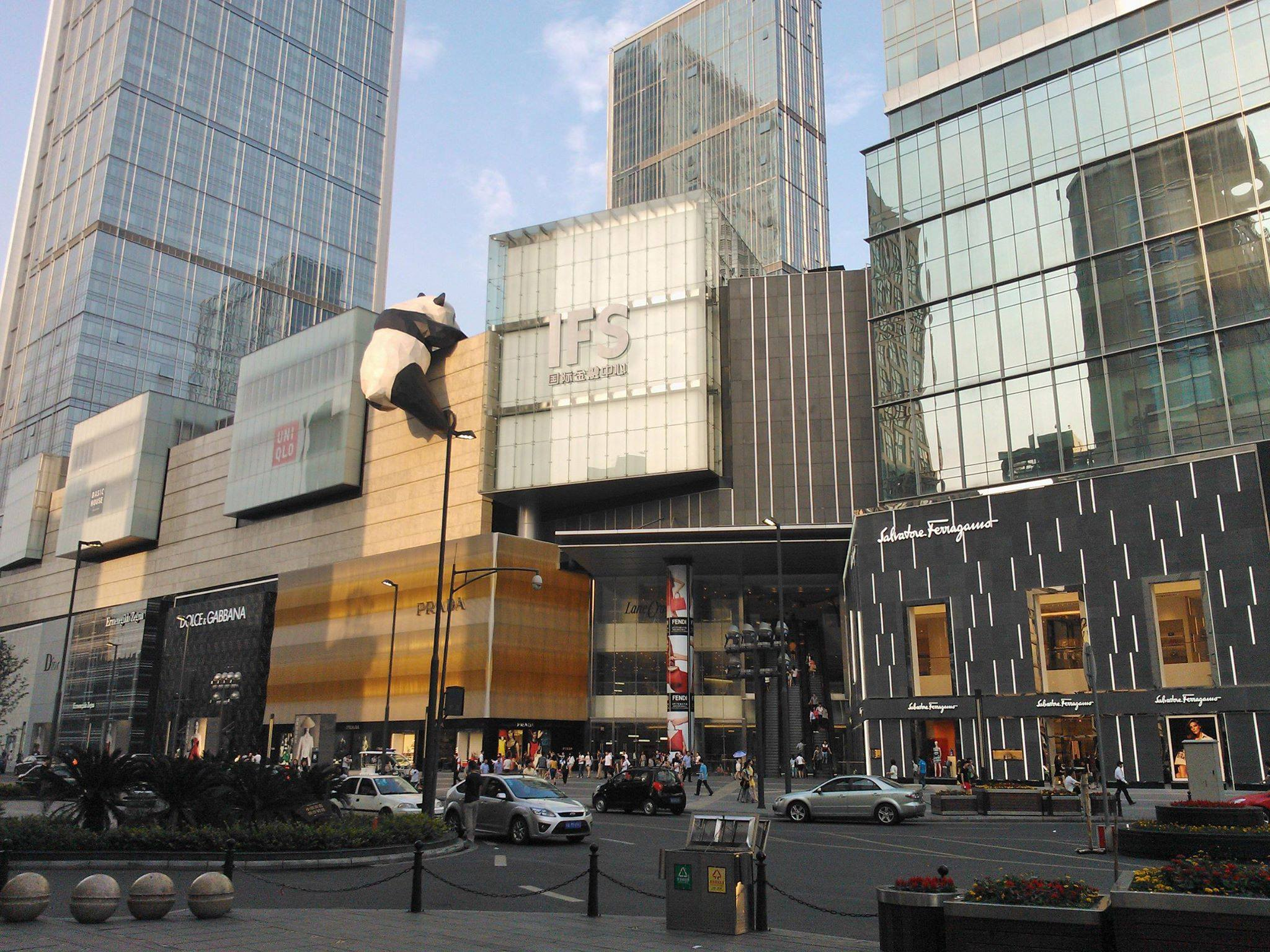
„International Finance Square“, Büroflächen und Einkaufszentrum
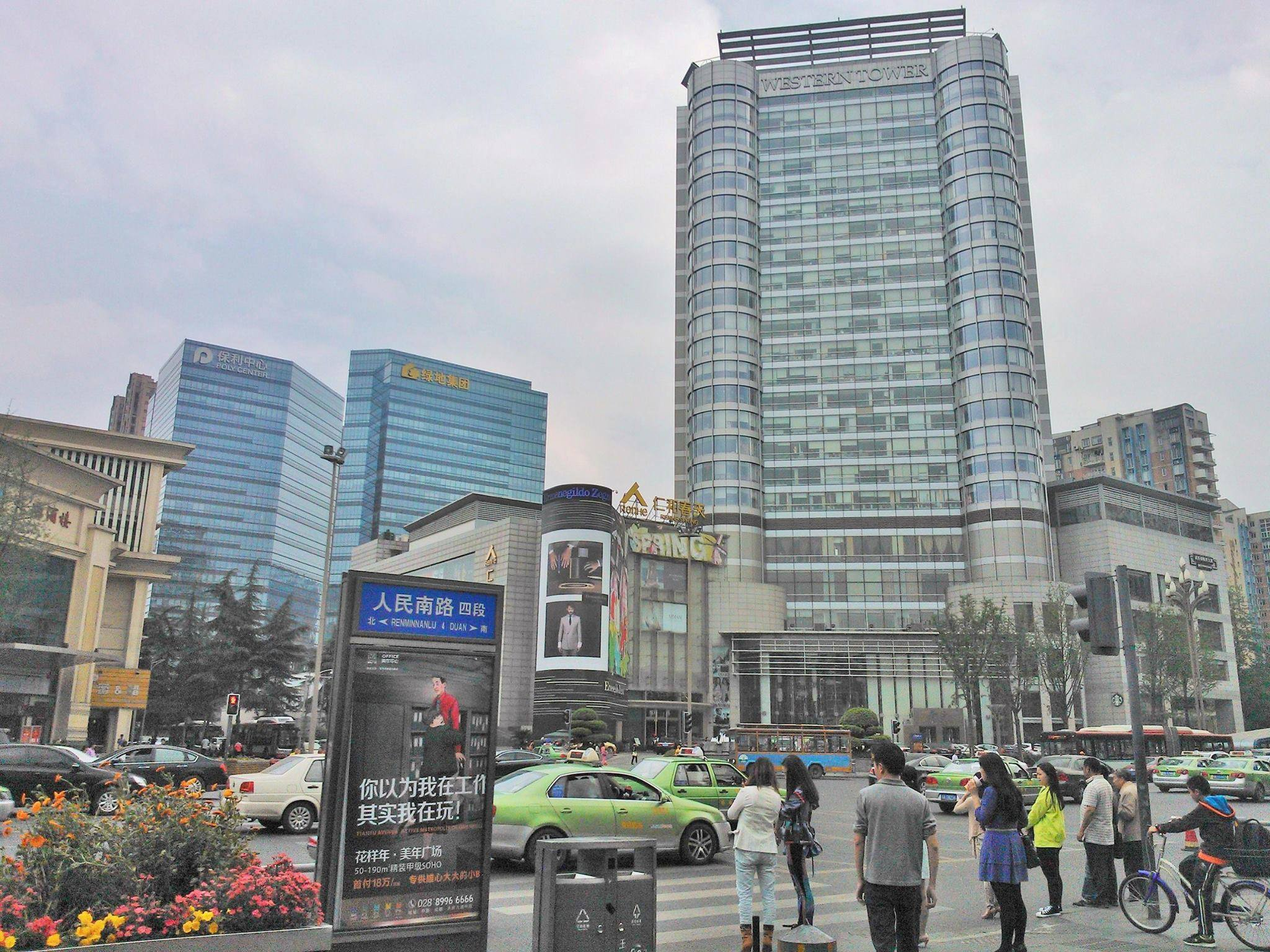
„Western Tower“, Büroturm und Einkaufszentrum
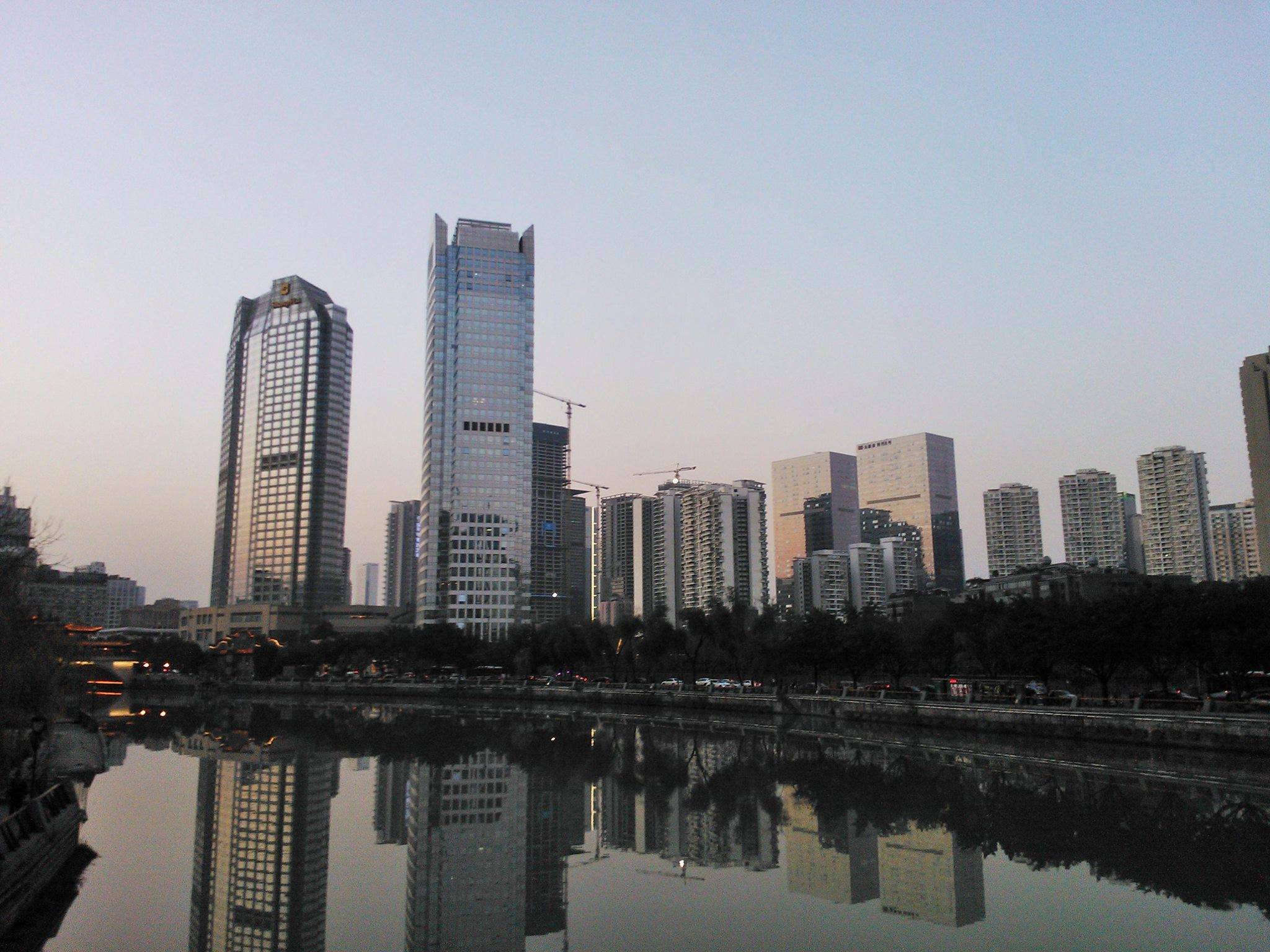
Blick über den Jin Jiang, im Hintergrund links das Hotel Shangri-La
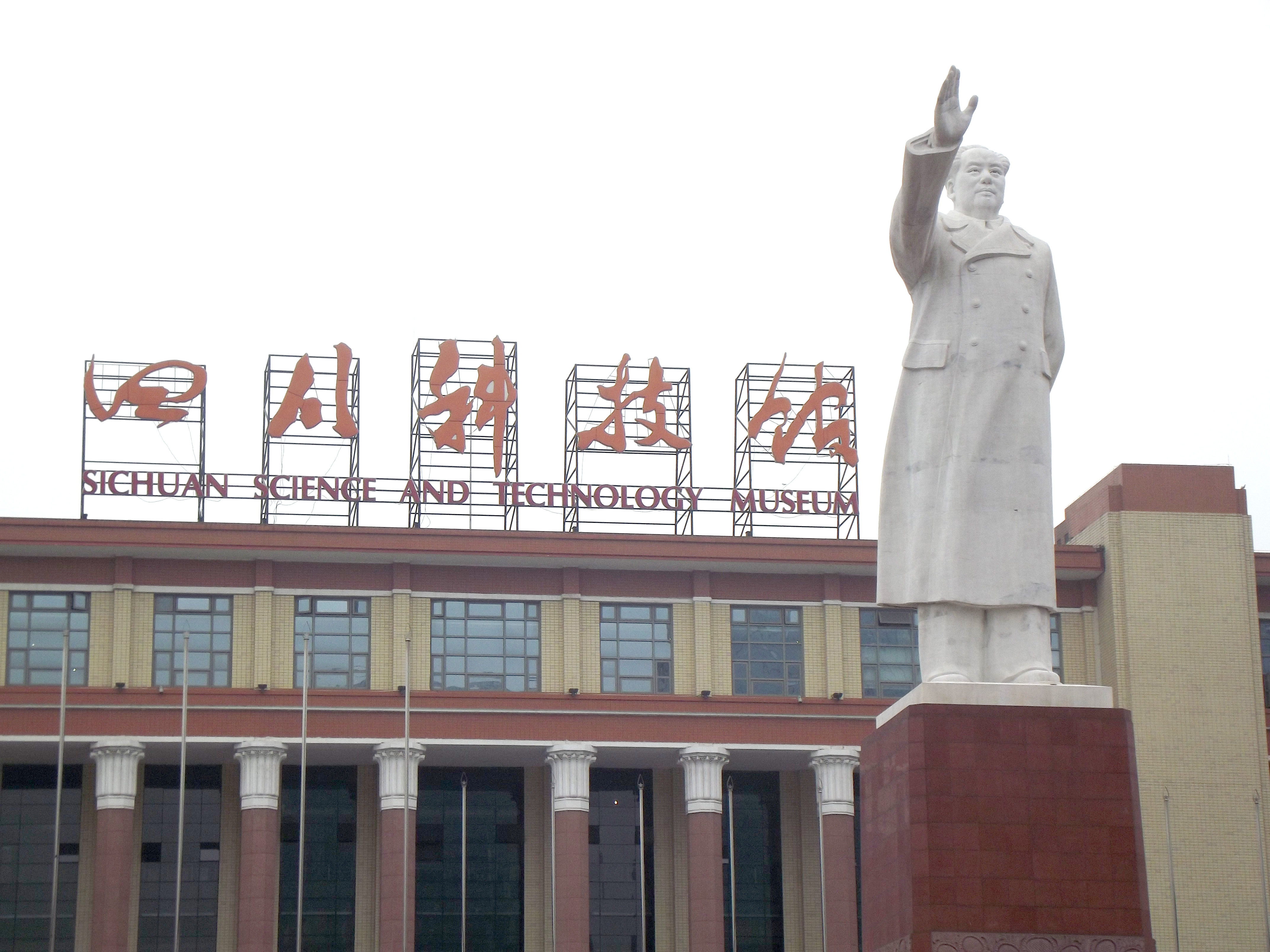
Mao-Zedong-Statue im Zentrum von Chengdu, mit Sichuan Science and Technology Museum im Hintergrund

## Wirtschaft und Infrastruktur

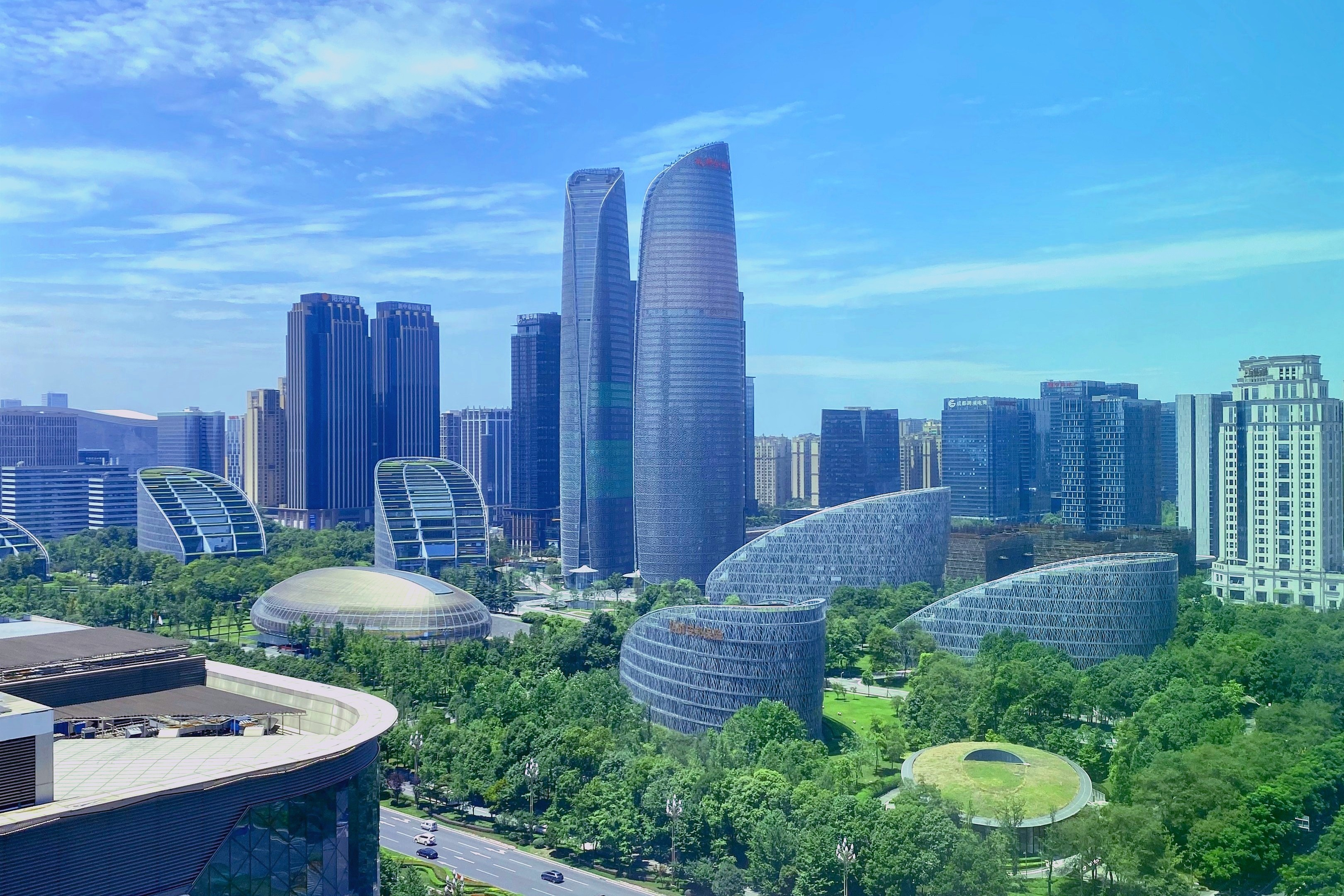
Tianfu Financial Center

Laut einer Studie aus dem Jahr 2014 erwirtschafte Chengdu ein Bruttoinlandsprodukt von 233,52 Milliarden US-Dollar in Kaufkraftparität. In der Rangliste der wirtschaftsstärksten Metropolregionen weltweit belegte die Stadt damit den 50. Platz. Das BIP pro Kopf liegt bei 16.423 US-Dollar (KKP). Das Wohlstandsniveau ist damit niedriger als in den Küstenstädten des Landes, steigt jedoch schnell an.
Chengdu ist heute der wichtigste Verkehrsknotenpunkt in Westchina. Obwohl Chengdu auf die Industrialisierung (Maschinenbau, Chemie, Nahrungsmittel, Flugzeugbau, Pharma) setzt, ist die Stadt stolz, sich ein „grünes Herz“ erhalten zu haben. Über 200 der Forbes-500-Unternehmen sind in Chengdu vertreten. Eine große Rolle spielt die Elektroindustrie, so werden beispielsweise 50 % aller iPads in Chengdu hergestellt. Neben der produzierenden Industrie entwickelt sich die Stadt zu einem Zentrum für Finanzwesen und Wissenschaft in Westchina.

### Verkehr
Der motorisierte Verkehr ist stark und Stillstand keine Seltenheit. Der öffentliche Nahverkehr findet mit Bussen statt. Der starke Fahrradverkehr hat entlang der großen Straßen eigene Fahrspuren. Als Beförderungs- und Transportmittel ist die Fahrradrikscha weit verbreitet. Außerdem fällt in Chengdu die immer größere Verbreitung von batteriebetriebenen Elektro-Rollern auf, die nahezu geräuschlos sind. Fast an jeder größeren Kreuzung der Stadt gibt es Läden, die entsprechende Austauschbatterien zum Verkauf anbieten.

#### Eisenbahn
Der Bahnhof von Chengdu befindet sich im Norden der Stadt und verbindet die Stadt Richtung Norden mit Xi’an und über die Bahnstrecke Baoji–Chengdu mit Baoji, Richtung Osten mit Chongqing und Richtung Süden über Xichang nach Kunming. Die Sichuan-Tibet-Bahn verlässt die Stadt in Richtung Südwesten nach Ya’an. In den gebirgigen Westen Sichuans und weiter nach Tibet kommt man zurzeit nur mit dem Bus. Es gibt drei weitere große Fernbahnhöfe: Chengdu West, Chengdu Ost, Chengdu Süd. Sie und der Bahnhof Chengdu sind mit der Ringbahnstrecke Chengdu verbunden. Sie alle haben Anschluss an die U-Bahn Chengdu. Außerhalb der Innenstadt im Nordosten gibt es noch den Bahnhof Chengdu Nord.
Seit Oktober 2015 existiert eine wöchentliche Containerzug-Verbindung nach und von Nürnberg; seit 2018 zwei Mal pro Woche. Der Güterbahnhof liegt im nördlichen Stadtbezirk Qingbaijiang.

#### U-Bahn

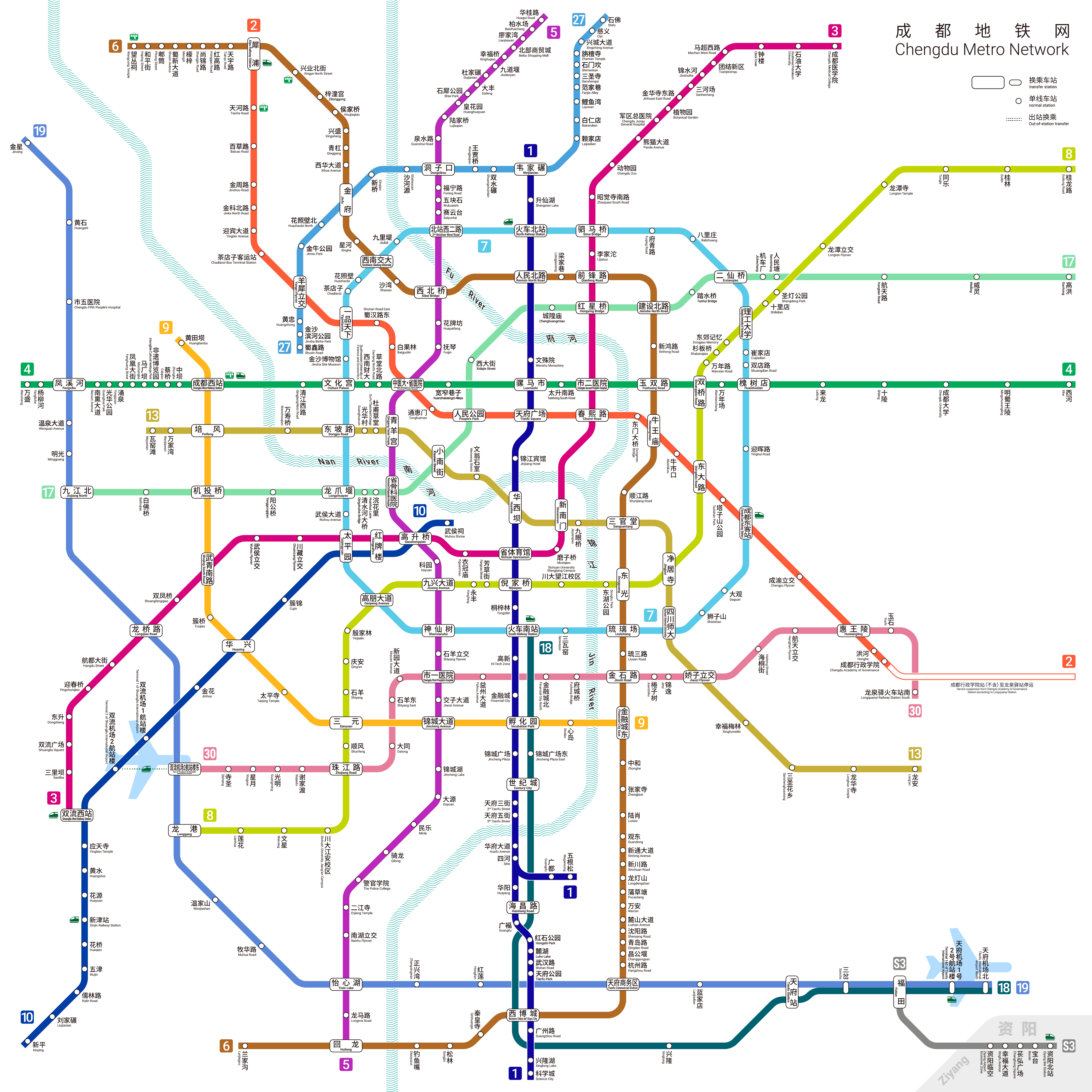
U-Bahn-Netz von Chengdu

2005 wurde auf dem Tianfu-Platz mit dem Bau einer U-Bahn-Station begonnen. Die erste Linie wurde 2010 eröffnet (Versuchsbetrieb startete ab dem 1. März, öffentlicher Probebetrieb ab dem 10. September und offizielle Eröffnung war am 27. September 2010). Im Sommer 2016 konnte bereits die vierte U-Bahn-Linie in Betrieb genommen werden.

#### Flugverkehr
Der internationale Flughafen Chengdu-Shuangliu befindet sich im Süden der Stadt, ca. 15 km vom Zentrum entfernt. Am 27. Juni 2021 wurde ein weiterer Flughafen, der Chengdu Tianfu International Airport eröffnet.

### Bildung
An höheren Bildungseinrichtungen existieren unter anderem die Sichuan-Universität (Sichuan Daxue), die Universität für Elektrotechnik (Dianzi Keji Daxue), die Universität für Wirtschaft und Finanzen Südwestchinas (Xinan Caijing Daxue), die Südwest-Jiaotong-Universität (Xinan Jiaotong Daxue) und die Minderheitenhochschule Südwest (Xinan Minzu Daxue), und Xihua Universität (Xihua Daxue).

### Veranstaltungen
Seit dem Jahr 2006 findet in Chengdu im Mai die „Westchinesische Wirtschaftsmesse“ WCM (englisch: WCIETF „Western China International Economy & Trade Fair“) statt. Dabei bietet der „Deutsche Pavillon“ deutschen Unternehmen ein Forum, sich mit potenziellen Partnern auf dem chinesischen Markt zu treffen. Das Wirtschaftspotenzial deutscher Unternehmen in Westchina wächst so stark, dass die Partnerländer NRW und Sichuan die Vermittlung von Geschäftsbeziehungen massiv politisch fördern. So werden vom Wirtschaftsministerium der Provinz Sichuan ranghohe Kontakte vermittelt und verschiedene Aktionen zur Geschäftsanbahnung angeboten. Das Wirtschaftsministerium des Landes Nordrhein-Westfalen fördert die Teilnahme von kleinen und mittelständischen Unternehmen finanziell. Im Jahr 2006 präsentierten sich rund 3200 Aussteller aus aller Welt den über 200.000 Besuchern, und es konnten Vertragsabschlüsse über 2,7 Milliarden RMB verzeichnet werden.
Anfang November 2006 war Chengdu Veranstaltungsort einer der größten Business-Kooperationsbörsen weltweit. Das „EU-China Partenariat 2006“ wurde auf Initiative des Staatsrates der Volksrepublik China und der Europäischen Union hin vom CCPIT Chengdu („China Council for the Promotion of International Trade“) organisiert. Damit unterstreicht die Stadt Chengdu als Hauptstadt der Provinz Sichuan die zunehmende wirtschaftliche Bedeutung der Region, auch für Unternehmen aus dem Ausland. Nach dem jahrzehntelangen Boom in den östlichen Küstenregionen soll die wirtschaftliche Entwicklung der innerchinesischen Regionen forciert werden.
Die World Cyber Games (WCG) wurden 2009 in Chengdu ausgetragen.
Im Herbst 2011 wurde in Chengdu die 5. Chengdu Biennale mit dem Motto Changing Vistas in einer Fabrik im Osten der Stadt abgehalten.

### Internationale Unternehmen
Sichuan und Chongqing wurden als Promoter für High-Tech der „Go West“-Policy der chinesischen Regierung ausgewählt. Man hofft, dass sich dadurch weitere westliche Unternehmen dort ansiedeln.
Die Lufthansa bietet keine direkten Flüge aus Deutschland an; seit 19. Mai 2013 verbindet die Air China Chengdu durch einen Nonstop-Flug dreimal pro Woche mit dem Flughafen Frankfurt Main. Weitere europäische Verbindungen bieten KLM Royal Dutch Airlines mit Flügen von und nach Amsterdam Schiphol, Sichuan Airlines von und nach Václav-Havel-Flughafen Prag, Air China von und nach Flughafen Paris-Charles-de-Gaulle, sowie Beijing Capital Airlines von und nach Flughafen Madrid-Barajas an. Die Flugverbindung von British Airways vom Flughafen London Heathrow wurde zum 17. Januar 2017 eingestellt.

## Trivia
Chengdu ist auch der Ort, an dem das Stück Der gute Mensch von Sezuan von Bertolt Brecht spielt. Allerdings wird der Name nie erwähnt, sondern der Ort immer als „Die Hauptstadt von Sezuan“ bezeichnet.

### Konsulate
Folgende Länder unterhalten in Chengdu Generalkonsulate:
- Deutschland
- Österreich[23]
- Frankreich
- Pakistan
- Südkorea
- Singapur
- Thailand
- USA (Schließung von chinesischer Regierung angeordnet)
- Australien
- Neuseeland
- Israel

## Städtepartnerschaften
Chengdu listet folgende 31 Partnerstädte auf:
| Stadt            | Land                             | seit |
| ---------------- | -------------------------------- | ---- |
| Bengaluru        | Karnataka, Indien                | 2013 |
| Bonn             | Nordrhein-Westfalen, Deutschland | 2009 |
| Chiang Mai       | Thailand                         | 2013 |
| Daegu            | Gyeongsangbuk, Südkorea          | 2015 |
| Dalarna          | Svealand, Schweden               | 2004 |
| Fès              | Marokko                          | 2015 |
| Fingal           | Leinster, Irland                 | 2014 |
| Flämisch-Brabant | Flandern, Belgien                | 2011 |
| Gimcheon         | Gyeongsangbuk, Südkorea          | 2000 |
| Haifa            | Israel                           | 2013 |
| Hamilton         | Nordinsel, Neuseeland            | 2014 |
| Homel            | Belarus                          | 2018 |
| Honolulu         | Hawaii, Vereinigte Staaten       | 2011 |
| Horsens          | Midtjylland, Dänemark            | 2013 |
| Kathmandu        | Nepal                            | 2016 |
| Kōfu             | Honshū, Japan                    | 1984 |
| La Plata         | Buenos Aires, Argentinien        | 2018 |
| Lahore           | Punjab, Pakistan                 | 2015 |
| Linz             | Österreich                       | 1983 |
| Ljubljana        | Gorenjska, Slowenien             | 1981 |
| Łódź             | Polen                            | 2015 |
| Luang Prabang    | Laos                             | 2016 |
| Maastricht       | Limburg, Niederlande             | 2012 |
| Maputo           | Mosambik                         | 2018 |
| Mechelen         | Flandern, Belgien                | 1993 |
| Medan            | Sumatra, Indonesien              | 2002 |
| Montpellier      | Okzitanien, Frankreich           | 1981 |
| Palermo          | Sizilien, Italien                | 1999 |
| Perth            | Australien                       | 2010 |
| Phoenix          | Arizona, Vereinigte Staaten      | 1987 |
| Recife           | Pernambuco, Brasilien            | 2016 |
| Sheffield        | England, Vereinigtes Königreich  | 2010 |
| Winnipeg         | Manitoba, Kanada                 | 1988 |
| Wolgograd        | Russland                         | 2011 |
| Zapopan          | Jalisco, Mexiko                  | 2018 |

## Persönlichkeiten
- Wu Yu (1872–1949), Gelehrter
- Ba Jin (1904–2005), Schriftsteller, Romancier, Essayist, Publizist, Übersetzer und Anarchist
- John Stewart Service (1909–1999), US-amerikanischer Diplomat
- Thomas F. Torrance (1913–2007), schottischer protestantischer Theologe und Geistlicher
- Isabel Crook (1915–2023), kanadisch-britische Anthropologin und Soziologin
- Harold Johns (1915–1998), kanadischer Medizinphysiker und Pionier der Strahlentherapie
- Jerome Chen (1919–2019), chinesisch-kanadischer Historiker
- Li Peng (1928–2019), Politiker und Ministerpräsident der Volksrepublik China
- Zhao Ermi (1930–2016), Herpetologe
- Derek Parfit (1942–2017), britischer Philosoph
- Yukon Huang (* 1944), Wirtschaftswissenschaftler
- Li Jinyuan (* 1945), Künstler
- Xu Youyu (* 1947), Hochschullehrer für Philosophie
- Dai Sijie (* 1954), Schriftsteller, Drehbuchautor und Regisseur
- Tan Zuoren (* 1954), Autor, Umweltaktivist, Bürgerrechtler und Dissident
- Liu Jiakun (* 1956), Architekt und Autor
- Li Shangfu (* 1958), Raumfahrtingenieur und Verteidigungsminister der Volksrepublik China
- Huajian Gao (* 1963), US-amerikanischer Ingenieurwissenschaftler
- Hu Na (* 1963), Tennisspielerin
- Chen Longcan (* 1965), Tischtennisspieler
- Donghua Li (* 1967), Schweizer Turner
- Bai Ling (* 1970), Schauspielerin
- He Xi (* 1971), Schriftsteller
- Qiu Anxiong (* 1972), Künstler
- Meng Wanzhou (* 1972), Finanzdirektorin (CFO) von Huawei
- Yu Jie (* 1973), Autor und Menschenrechtsaktivist
- Tang Dan (* 1975), Filmregisseurin
- Chen Jing (* 1975), Volleyballspielerin
- Xiao Zhen (* 1976), Fußballspielerin
- Ye Guangfu (* 1980), Raumfahrer
- Evelyn Taocheng Wang (* 1981), Zeichnerin, Performance- und Videokünstlerin
- Xinwen Zhu (* 1982), Mathematiker
- Feng Fei (* 1983), Baseballspieler
- Zheng Jie (* 1983), Tennisspielerin
- Li Jie (* 1984), niederländische Tischtennisspielerin
- Li Yuchun (* 1984), Pop-Sängerin und Schauspielerin
- Jane Zhang (* 1984), Sängerin
- Qiu Yike (* 1985), Tischtennisspieler
- Jiang Tingting (* 1986), Synchronschwimmerin
- Jiang Wenwen (* 1986), Synchronschwimmerin
- Yu Dan (* 1987), Sportschützin
- Luo Yunxi (* 1988), Schauspieler
- Hu Rentian (* 1991), Fußballspieler
- Yun Huang (* 1991), deutsche Schauspielerin chinesischer Abstammung
- Zeng Zhen (* 1993), Synchronschwimmerin
- Ms Yeah (* 1994), YouTuberin
- Zhou Yuelong (* 1998), Snookerspieler
- Tang Qianhui (* 2000), Tennisspielerin
- Ren Qian (* 2001), Wasserspringerin
- Li Wenfu (* 2004), Tennisspieler
- Lu Wei (* 2005), Wasserspringerin